# سرگیفسکویه (آدیغیه)
سرگیفسکویه (به لاتین: Sergiyevskoye) یک منطقهٔ مسکونی در روسیه است که در آدیغیه واقع شده‌است.